# Ofelia Angélica
Ofelia Angélica (Buenos Aires, Argentina, 11 de noviembre de 1936-Guadarrama, Madrid, España, 22 de junio de 2019) fue una actriz hispano-argentina que participó en veinticuatro películas, cuatro cortometrajes y en diversas series televisivas a lo largo de su trayectoria, que abarcó desde 1976 hasta 2007.

## Biografía
Tras haberse formado en Artes Plásticas y Arte Dramático en Buenos Aires, se afincó en España, cursando en Madrid Interpretación y Dirección Escénica con William Layton, para el que luego ejercería como ayudante de dirección en obras teatrales como Tío Vania o Largo viaje hacia la noche.
Tuvo una destacable trayectoria tanto en cine como en televisión y trabajó para directores de la talla de Fernando Fernán Gómez, Pedro Almodóvar, Fernando Colomo o Jaime de Armiñán. Además de sus papeles en cine, Angélica participó en numerosas series de televisión como La forja de un rebelde, Hospital Central, Médico de familia, Tío Willy o Verano azul, en la que interpretó a la madre de "El Piraña".
Falleció el 22 de junio de 2019 a los 82 años de edad, a consecuencia de un paro cardiaco.
| - La plaza (cortometraje) (1976) - Las truchas (1978) - Jaque a la dama (1978) - Cabo de vara (1978) - Chocolate (1980) - Jalea real (1981) - Maravillas (1981) - La masajista vocacional (1981) - Trágala, perro (1981) - Laberinto de pasiones (1982) - Dulces horas (1982) - Femenino singular (1982) - Copia cero (1982) - Corazón de papel (1982) - Círculo de pasiones (1983) - La hija rebelde (1983) - Un genio en apuros (1983) - A la pálida luz de la luna (1985) - La reina del mate (1985) - Stanislavsky sube al séptimo (cortometraje) (1985) - Divinas palabras (1987) - Bajarse al moro (1988) - Tretas de mujer (1993) - La canción de Valhia (cortometraje) (1994) - Chasco (cortometraje) (1995) - El palomo cojo (1995) - Gran slalom (1996) - La santería (cortometraje) (2005) | - Cuentos y leyendas (1968–1976) (1 episodio -1976-) - Estudio 1: La fierecilla domada (1979) - Escrito en América (1979) (1 episodio) - Cervantes (1981) (1 episodio) - Verano azul (1981–1982) (8 episodios) - Las sonatas (sonata de estío) (1983) (2 episodios) - La mujer de tu vida (1990) (1 episodio) - La forja de un rebelde (1990) (1 episodio) - Una hija más (1991) (1 episodio) - Lleno, por favor (1993) (1 episodio) - Habitación 503 (1993–1994) (1 episodio -1994-) - Una gloria nacional (1993) (2 episodios) - Médico de familia (1995–1999) (2 episodios -1996- y -1998-) - Tío Willy (1998–1999) (4 episodios -1999-) - Manos a la obra (1997–2001) (1 episodio -2000-) - Hospital Central (2000–2012) (2 episodios -2003- y -2007-) |